# Imandra
Imandra (ryska: Имандра) är en stor insjö på gränsen mellan Kolahalvön och ryska Karelen i Murmansk oblast, Ryssland. Sjön är belägen 127 meter över havet och ytan är omkring 876 km². Det största djupet är 67 meter. Det finns flera öar i sjön och den största, Erm, är 26 km². 
Imandra kan sägas bestå av tre delar som förbinds med varandra med smala sund. Det är Stora Imandra (Большая Имандра) eller Kibinskaja Imandra i norr (yta 328 km², längd omkring 55 km, bredd 3-5 km), Ekostrovskaja Imandra i mitten (yta 351 km²) och Babinskaja Imandra i väster (area 133 km²). Sjön avvattnas av floden Niva som rinner ut i Vita havet. Imandra är känd för det klara vattnet och fiskrikedomen.

## Platser vid eller nära sjön
Monchegorsk, som ligger vid Imandras nordvästra del, är en vintersportort. Under sommaren åker många av stadens invånare båt på sjön, och på vintern när sjön frusit är den populär bland längdskidåkare.
Apatity ligger nära sjöns östra strand och Plyarnye Zori ligger vid Niva, några få kilometer från dess utlopp från sjön.
Kola kärnkraftverk ligger vid sjöns södra sida.